# Heliodoro Castillo
El general Heliodoro Castillo Castro fue un militar mexicano zapatista que participó en la Revolución mexicana. Nació el 3 de julio de 1887 en Santiago Tlacotepec, Guerrero, siendo sus padres Lucio Castillo Alarcón y María Castro Aguilar. Durante su niñez ayudó a su familia en actividades agrícolas y ganaderas en su pueblo natal, mismo lugar donde terminó su primaria. En ese mismo poblado, el primo de Heliodoro, Moisés Castillo, se alzó en armas contra el gobierno en 1912, integrándose a sus fuerzas sus primos Heliodoro, Fausto y Narciso Castillo. Su primera acción de armas fue desarmar a dos soldados del gobierno, aunque días después, sus hermanos Fausto y Narciso fueron aprehendidos y por consecuencia fusilados; salvándose al enfrentar a fuerzas federales. Luego de combatir por los poblados de Yextla, La Escalera, Puentecilla, Huerta Vieja, El Duraznal, La Laguna, La Reforma, El Naranjo y La Hierbabuena, sumando adeptos a su causa. En La Hierbabuena fue elegido como jefe de tropa, mismo que fue ratificado semanas después por el general zapatista Jesús H. Salgado. En Chiltepec salvó a Tirso Salgado y a otro apodado El Naco cuando se encontraban listos para ser fusilados, haciéndose cargo de ellos. El general Heliodoro Castillo ganó fama de justo cuando en las inmediaciones de Tlacotepec, a pesar de tener en su poder a 37 soldados huertistas y haber recibido la noticia de la muerte de su hermano Samuel, que no había participado en la lucha armada, en vez de mandar fusilar a aquellos hombres los dejó en libertad, incluyendo al subteniente Rubén Infante, quien le dio las gracias. Libró sus últimas batallas en Chilapa y Pantitlán, donde fue herido de un pie a finales de 1916. Una vez recuperado en el poblado de Chichihualco, donde vivía su esposa Micaela Nava, ordenó la concentración de sus tropas ahí mismo.

## Muerte
El general Castillo murió el 17 de marzo de 1917 murió en Zumpango del Río, Guerrero en un cerrito llamado "El Moyo" (que es del nahuatl Moyotl y quiere decir Zancudo) durante la batalla entre Zapatistas y Carrancistas, "El Zanate" como se llamaba el potro del general Castillo y que sus amigos le decían "El Encanto", fue herido por una bala, tras esto se sumó la huida de los soldados del general Castillo, este desmontó de su caballo y le dijo "Aquí perdimos Zanate, pero tu y yo nos vamos juntos hasta el final. El enemigo no gozará con nuestras vidas. Viva Zapata. Viva México" al terminar de decir esto mató al noble animal y él se suicidó con un balazo en la cabeza. Los que viven cerca de ahí cuentan que cuando es noche de Luna Llena, la silueta del encanto o zanate trota relinchando desesperado, buscando a su amo general.
El General Heliodoro fue sepultado en el panteón de la Ciudad de Chilpancingo.